# Flûte longitudinale
La flûte longitudinale est une flûte insufflée. Ces  flûtes sont tenues par le joueur dans un angle plus ou moins grand vers le bas et la droite ou parfois légèrement sur le côté, contrairement aux flûtes traversières. 

## Exemples
- Bilûr, flûte de berger kurde
- Flûte à bec
- Flageolet
- Gemshorn
- Kaval, flûte de berger en Turquie
- Ney, arabe, persan, flûte turque
- Quena, Amérique du Sud
- Shakuhachi, flûte en bambou japonaise
- Saluang, flûte de bambou à Sumatra
- Tin whistle
- Xiao, Chine et Taïwan

Les  flûtes de Pan sont des flûtes empaquetées. Les flûtes monotones sans entailles, telles que l'hindewhu des pygmées centrafricains, sont considérées comme des précurseurs de la flûte de pan. 
Les flûtes harmoniques sont généralement des flûtes longitudinales sans trous pour les doigts. Un certain nombre de tons de la série de tons naturels peuvent être générés par différentes pressions de soufflage. Ceux-ci incluent le tilinca roumain et le seljfløote norvégien. 